# ВГТРК
Сверуска државна телевизијска и радиодифузна компанија - ВГТРК (рус. Всероссийская государственная телевизионная и радиовещательная компания) највећа је руска медијска кућа. У власништву је Владе Руске Федерације, која је и њен оснивач. Основана је 1990. године и има већи број телевизијских и радијских програма.
У саставу ВГТРК-а се налазе:
- Федерални програми: Русија 1 (рус. Россия-1) и Русија К (рус. Россия К / Россия - Культура)
- Више од 80 регионалних радиотелевизијских програма, широм Руске Федерације
- Први у Русији 24-часовни информативни програм Русија 24 (рус. Россия-24)
- Међународни (сателитски) програм РТР-Планета
- Пет радио-станица: Радио Русије (рус. Радио России), Мајак (рус. Маяк), Култура (рус. Культура), Вести ФМ и Јуност (рус. Юность)
- Државни интернет-канал Русија (рус. Россия), који обједињује десетину интернет-ресурса

Поред тога, ВГТРК у сарадњи с телекомуникацијском компанијом "Ростелеком" је представила први руски пакет дигиталних програма (седамнаест) који се емитују путем кабловске и ИПТВ дистрибуције.